# Copa do Mundo FIFA de 1930 - Grupo 2
O Grupo 2 da Copa do Mundo FIFA de 1930 começou em 14 de julho e foi concluído em 20 de julho. A Iugoslávia ficou em primeiro no grupo e avançou à semifinal. Brasil e Bolívia não passaram.

## Grupo
| Pos. | Seleção    | Pts | J | V | E | D | GP | GC | SG |
| ---- | ---------- | --- | - | - | - | - | -- | -- | -- |
| 1    | Iugoslávia | 4   | 2 | 2 | 0 | 0 | 6  | 1  | 5  |
| 2    | Brasil     | 2   | 2 | 1 | 0 | 1 | 5  | 2  | 3  |
| 3    | Bolívia    | 0   | 2 | 0 | 0 | 2 | 0  | 8  | -8 |

## Iugoslávia x Brasil
| 14 de julho de 1930  | Iugoslávia             | 2–1       | Brasil        | Parque Central, Montevidéu                       |
| 12:45 UYT (UTC−3:30) | Tirnanić 21' · Bek 30' | Relatório | Preguinho 62' | Público: 24,059 Árbitro: Aníbal Tejada (Uruguai) |

| GK              | 1  | Milovan Jakšić      |
| FW              | 2  | Aleksandar Tirnanić |
| FW              | 3  | Blagoje Marjanović  |
| FW              | 4  | Branislav Sekulić   |
| FW              | 5  | Đorđe Vujadinović   |
| DF              | 6  | Dragan Mihajlović   |
| FW              | 7  | Ivan Bek            |
| MF              | 8  | Ljubiša Stefanović  |
| MF              | 9  | Milorad Arsenijević |
| DF              | 10 | Milutin Ivković     |
| MF              | 11 | Momčilo Đokić       |
| Treinador:      |    |                     |
| Boško Simonović |    |                     |

| GK                            | 1  | Joel          |
| FW                            | 2  | Araken        |
| DF                            | 3  | Brilhante     |
| MF                            | 4  | Fausto        |
| MF                            | 5  | Fernando      |
| MF                            | 6  | Hermógenes    |
| DF                            | 7  | Itália        |
| FW                            | 8  | Nilo          |
| FW                            | 9  | Poly          |
| FW                            | 10 | Preguinho (c) |
| FW                            | 11 | Teóphilo      |
| Manager:                      |    |               |
| Píndaro de Carvalho Rodrigues |    |               |

| Assistentes: Ricardo Vallarino (Uruguai) Thomas Balvay (França) |

## Iugoslávia x Bolívia
| 17 de julho de 1930  | Iugoslávia                                     | 4–0       | Bolívia | Parque Central, Montevidéu                            |
| 12:45 UYT (UTC−3:30) | Bek 60' 67' · Marjanović 65' · Vujadinović 85' | Relatório |         | Público: 18,306 Árbitro: Francisco Mateucci (Uruguai) |

| GK              | 1  | Milovan Jakšić      |
| FW              | 2  | Aleksandar Tirnanić |
| FW              | 3  | Blagoje Marjanović  |
| FW              | 4  | Đorđe Vujadinović   |
| DF              | 5  | Dragan Mihajlović   |
| FW              | 6  | Dragutin Najdanović |
| FW              | 7  | Ivan Bek            |
| MF              | 8  | Ljubiša Stefanović  |
| MF              | 9  | Milorad Arsenijević |
| DF              | 10 | Milutin Ivković     |
| MF              | 11 | Momčilo Đokić       |
| Treinador:      |    |                     |
| Boško Simonović |    |                     |

| GK             | 1  | Jesús Bermúdez    |
| DF             | 2  | Casiano Chavarría |
| MF             | 3  | Diógenes Lara     |
| FW             | 4  | Gumersindo Gómez  |
| MF             | 5  | Juan Argote       |
| MF             | 6  | Jorge Valderrama  |
| FW             | 7  | José Bustamante   |
| FW             | 8  | Mario Alborta     |
| FW             | 9  | Rafael Méndez     |
| FW             | 10 | René Fernández    |
| DF             | 11 | Segundo Durandal  |
| Treinador:     |    |                   |
| Ulises Saucedo |    |                   |

| Assistentes: Domingo Lombardi (Uruguai) Alberto Warnken (Chile) |

## Brasil x Bolívia
| 20 de julho de 1930  | Brasil                               | 4–0       | Bolívia | Estádio Centenário, Montevidéu                  |
| 13:00 UYT (UTC−3:30) | Moderato 37' 73' · Preguinho 57' 83' | Relatório |         | Público: 25,466 Árbitro: Thomas Balvay (França) |

| GK                            | 1  | Velloso        |
| FW                            | 2  | Benedicto      |
| FW                            | 3  | Carvalho Leite |
| MF                            | 4  | Fausto         |
| MF                            | 5  | Fernando       |
| MF                            | 6  | Hermógenes     |
| DF                            | 7  | Itália         |
| FW                            | 8  | Moderato       |
| FW                            | 9  | Preguinho      |
| FW                            | 10 | Russinho       |
| DF                            | 11 | Zé Luiz        |
| Treinador:                    |    |                |
| Píndaro de Carvalho Rodrigues |    |                |

| GK             | 1  | Jesús Bermúdez      |
| DF             | 2  | Casiano Chavarría   |
| MF             | 3  | Diógenes Lara       |
| FW             | 4  | Eduardo Reyes Ortíz |
| MF             | 5  | Jorge Valderrama    |
| FW             | 6  | José Bustamante     |
| FW             | 7  | Mario Alborta       |
| FW             | 8  | Rafael Méndez       |
| MF             | 9  | Renato Sáinz        |
| FW             | 10 | René Fernández      |
| DF             | 11 | Segundo Durandal    |
| Treinador:     |    |                     |
| Ulises Saucedo |    |                     |

| Assistentes: Francisco Mateucci (Uruguai) Gaspar Vallejo (México) |